# Detour (The X-Files)
«Detour» es el cuarto episodio de la quinta temporada de la serie de televisión estadounidense de ciencia ficción The X-Files. Fue escrito por el productor ejecutivo Frank Spotnitz y dirigido por Brett Dowler. El episodio se emitió en los Estados Unidos el 23 de noviembre de 1997 por la cadena Fox. El episodio es una historia del «monstruo de la semana», una trama independiente que no está relacionada con la amplia mitología de la serie. «Detour» recibió una calificación Nielsen de 13,2, fue visto por 22,8 millones de espectadores y recibió críticas mixtas de los críticos de televisión.
El programa se centra en los agentes especiales del FBI Fox Mulder (David Duchovny) y Dana Scully (Gillian Anderson) que trabajan en casos relacionados con lo paranormal, llamados expedientes X. Mulder cree en lo paranormal, mientras que la escéptica Scully ha sido asignada para desacreditar su trabajo. En este episodio, Mulder y Scully, mientras viajan a una conferencia con otros dos agentes del FBI, se detienen en una barricada y se unen a una investigación cercana de ataques de un depredador no identificado.
El productor ejecutivo Frank Spotnitz se inspiró para escribir el episodio después de ver la película de suspenso estadounidense de 1972 Deliverance. «Detour» tardó diecinueve días en filmarse, once más que la norma para The X-Files. El rodaje se vio obstaculizado por la lluvia incesante. Los villanos del episodio se crearon mediante una mezcla de elaborados «trajes de corteza» y tecnología digital. Además, el episodio contenía varias referencias culturales.

## Argumento
Dos hombres están inspeccionando un área del Bosque nacional Apalachicola en el condado de León, Florida, cuando son atacados y asesinados por asaltantes invisibles con ojos rojos brillantes. Más tarde ese día, Michael Asekoff y su hijo, Louis, están cazando zarigüeyas con su perro, Bo, en el mismo tramo de bosque. Al descubrir la chaqueta ensangrentada de un topógrafo, Michael le ordena a Louis que tome a Bo y corra a casa. Cuando Louis y el perro se adentran en el bosque, se escuchan dos disparos.
Mientras tanto, Fox Mulder (David Duchovny) y Dana Scully (Gillian Anderson) comparten el automóvil con los agentes del FBI Michael Kinsley y Carla Stonecypher en camino a un seminario de «formación de equipos». Cuando la policía local los detiene en un control de carretera, Mulder decide investigar, en parte para alejarse de Kinsley y Stonecypher, cuya naturaleza alegre lo molesta. Mientras él y Scully se aventuran en el bosque, la oficial Michele Fazekas les informa que no se han encontrado pruebas concluyentes que respalden el informe de Louis sobre un tiroteo. Mulder ve esto como una oportunidad perfecta para deshacerse del seminario. Más tarde, Mulder le explica a Scully que ninguna especie nativa de América del Norte atacará a un animal de presa más fuerte cuando haya un objetivo más débil disponible, por lo que no tiene sentido que un animal persiga a Asekoff e ignore a su hijo pequeño.
En la residencia Asekoff esa noche, Bo se molesta y comienza a ladrar. La Sra. Asekoff lo deja salir, pero cuando intenta recuperarlo, el perro se niega a moverse. Se da vuelta para descubrir que la puerta ha sido cerrada y bloqueada desde adentro. Louis escucha los gritos de su madre y sale de la cama, pero una figura oscura y sombría con ojos rojos lo acorrala. Louis apenas escapa por la puerta del perro y se encuentra con Mulder, informándole que la criatura está dentro de la casa. A la mañana siguiente, Mulder le muestra a Scully algunas huellas dentro de la casa que parecen ser humanas. Sin embargo, según la distribución del peso, el agresor evidentemente se desplaza sobre las puntas de los pies en lugar de hacerlo de talón a punta. Además, que la criatura atrajo a la madre de Louis fuera de la casa para llegar a él le sugiere a Mulder que las criaturas son de naturaleza paranormal.
Jeff Glaser, un técnico local armado con un dispositivo FLIR, se une a Fazekas, Mulder y Scully para buscar a la criatura en el bosque. Pronto ven dos criaturas en el FLIR que viajan en direcciones separadas, lo que hace que los cuatro se separen. Fazekas es atacado y desaparece. Mulder deduce que las criaturas pueden estar relacionadas con críptidos como el hombre polilla. Después de un breve encuentro con las criaturas, Glaser sale corriendo y es rápidamente atacado por una de ellas. Mulder es agarrado por la otra criatura, aunque lo libera después de que Scully logra herirlo con su arma de fuego.
Mulder, herido en el ataque, y Scully pasan la noche juntos en el bosque. A la mañana siguiente, Scully cae por un agujero en el suelo mientras busca comida y se encuentra en una cámara subterránea donde se almacenan los cuerpos de las personas desaparecidas. Al ver un par de ojos rojos, Scully se da cuenta de que está atrapada con una de las criaturas y no tiene su arma de fuego con ella. Mulder deja caer la suya hacia ella cuando los arbustos detrás de él comienzan a susurrar. Salta al agujero mientras Scully dispara a la criatura y la mata. Mientras examinan a la criatura muerta, notan sus rasgos casi humanos y su piel parecida a la madera. Cerca, las palabras «ad noctum» (latín para «en la oscuridad») se encuentran tallados en el tronco de un árbol. Mulder, Scully, Asekoff y Fazekas son rescatados, pero no hay señales de Glaser ni de la otra criatura.
Al salir del bosque, Mulder afirma que las criaturas pueden, de hecho, ser versiones evolucionadas de los primeros conquistadores españoles que se establecieron por primera vez en el bosque 450 años antes. Aunque Kinsley encuentra esta idea ridícula, Mulder cree que siglos de reclusión podrían ser suficientes para que sucedan adaptaciones tan drásticas. Posteriormente, Mulder se da cuenta de que las criaturas suponen que la presencia de otros en su territorio es una amenaza y corre a la habitación del hotel donde Scully está empacando sus cosas. Después de asegurarse de que ha terminado de empacar, él la insta firmemente a que abandone la habitación, lo cual hace. Cuando Mulder cierra la puerta detrás de ellos, la cámara se desplaza debajo de la cama, donde se abren un par de ojos brillantes.

## Producción
El productor ejecutivo Frank Spotnitz se inspiró para escribir el episodio después de ver la película de suspenso estadounidense Deliverance (1972). Según Spotnitz, «La idea de estar varado en un entorno hostil [era] muy interesante para mí y también [lo era] la idea de que algo moviera los matorrales que no puedes ver». El final se dejó intencionalmente ambiguo porque, como razonó Spotnitz, «da más miedo si crees que [el monstruo] todavía podría estar ahí fuera». Cuando se estaba reescribiendo el guion, el escritor de la serie Vince Gilligan ayudó proponiendo algunos elementos de la historia, incluidos Mulder y Scully participando en un ejercicio de «creación de equipos».
Inicialmente, las escenas se filmaron en la Reserva de Conservación del Bajo Seymour en Vancouver Norte. Aunque el tiempo típico de filmación de un episodio de The X-Files es de ocho días, «Detour» tardó diecinueve días en filmarse. Para complicar más las cosas, «llovía todos los días», según el director de la segunda unidad, Brett Dowler. Esto puso a prueba al equipo de producción porque casi todas las tomas principales estaban programadas para ser al aire libre ya la luz del día. Debido a los retrasos masivos, se hicieron cambios: se ajustaron los horarios de los actores, Kim Manners fue contratado para ayudar a Dowler, y la filmación luego se trasladó a un estudio de sonido para evitar la lluvia incesante. Spotnitz señaló más tarde: «Pensé que se me había ocurrido un concepto muy simple. Literalmente, uno que fuera fácil para la gente de utilería y todos los demás departamentos».
Inicialmente, los productores querían que los antagonistas del episodio se mezclaran con el fondo usando efectos prácticos. Los supervisores de efectos especiales Toby Lindala crearon «trajes de corteza» únicos, pero estos trajes resultaron incómodos y exigentes, lo que llevó a que la mayoría de los efectos se realizaran en una computadora durante posproducción. La supervisora de efectos visuales Laurie Kallsen-George se encargó de crear los ojos rojos brillantes de los monstruos, que creó fusionando varias «imágenes de globos oculares», incluidas tomas del perro de su familia, para lograr el efecto deseado.